# Krallice
Krallice ist eine experimentelle Extreme-Metal-Band aus New York City, die im Jahr 2008 gegründet wurde.

## Geschichte
Mick Barr und Colin Marston arbeiteten erstmals 2006 für eine Split-EP ihrer jeweiligen Bands Orthrelm und Behold… the Arctopus zusammen, beide aus dem Umfeld von Progressive Metal und Mathcore. Mit Lev Weinstein gründeten sie 2008 Krallice. Der Bandname ist Barr zufolge ein Fantasiewort. Noch im Juli desselben Jahres veröffentlichten sie beim kanadischen Independent-Label Profound Lore ihr selbstbetiteltes Debütalbum, das von der Musikpresse hoch gelobt wurde.
Nick McMaster, der für Krallice schon zusätzliche Gesangsspuren beigesteuert hatte, stieß schließlich als Bassist zur Band. Für das zweite Album Dimensional Bleedthrough, das im November 2009 folgte, entwarf er außerdem das Cover-Artwork. Das dritte Album Diotima von 2011, dessen Songs größtenteils während der Aufnahmen für Dimensional Bleedthrough entstanden, wird als beste Veröffentlichung der Band betrachtet.
Im Juli 2011 wurde außerdem die EP Orphan of Sickness zum freien Download auf Bandcamp zur Verfügung gestellt, Years Past Matter erschien im August 2012 im Selbstverlag und als Download. Ebenfalls im Selbstverlag veröffentlichte die Band am 30. Juli 2015 das Album Ygg Huur. Auf dem Label Hathenter folgten 2016 und 2017 weitere Veröffentlichungen mit meist eher kürzerer Spieldauer, darunter eine Zusammenarbeit mit Dave Edwardson von Neurosis.

## Stil
Krallice spielen schnellen, technischen Extreme Metal mit Blastbeats, repetitiven Riffs und komplexen Strukturen, der oft eine hypnotische Atmosphäre erzeugt. Viele Songs sind länger als 10 Minuten. Es finden sich Einflüsse aus Black Metal, Minimal Music und Progressive Rock.
Die Songs sind zu großen Teilen rein instrumental. Der Gesang besteht aus Schreien; die Liedtexte sind dabei quasi nicht verständlich. Mick Barr sieht kein Konzept hinter den Liedtexten, sie entstünden meist im Verfahren des Bewusstseinsstroms. Die Band verzichtet auf ein szenetypisches, ideologisches Auftreten als Satanisten mit Corpsepaint und sieht den Black Metal als rein musikalische Ausdrucksform.

## Diskografie

### Studioalben
- 2008: Krallice
- 2009: Dimensional Bleedthrough
- 2011: Diotima
- 2012: Years Past Matter
- 2015: Ygg Huur
- 2016: Prelapsarian
- 2017: Go Be Forgotten
- 2017: Loüm (mit Dave Edwardson)
- 2020: Mass Cathexis
- 2021: Demonic Wealth
- 2022: Crystalline Exhaustion
- 2022: Psychagogue
- 2023: Mass Cathexis 2 – The Kinetic Infinite
- 2024: Inorganic Rites

### Singles & EPs
- 2011: Orphan of Sickness (Download-EP)
- 2011: Traditional (Flexi-Single)
- 2016: Hyperion (EP)
- 2016: Hate Power (Download-Single)
- 2019: Wolf (EP)
- 2020: The Wheel (Single)

### Sonstiges
- 2019: The Wastes of Time (remasterte Downloads der ersten vier Alben)
- 2019: Rot and Waste Live
- 2019: Wolf/Astomatous (Split mit Geryon)